# Черёмошье
О бывшем подмосковном селе см. Черёмушки (район Москвы)
Черёмошье — деревня в Боровичском муниципальном районе Новгородской области, относится к Сушанскому сельскому поселению.
Деревня расположена на правом берегу Мсты, в двух километрах западнее деревень Козлово и Четвёркино. На противоположном берегу Мсты — деревни Коршево и Мазихина Горка. Административный центр района — город Боровичи в 10 км юго-восточнее.

## История
В Новгородской губернии Черёмошье относилось к Волоцкой волости Боровичского уезда.

## Транспорт
Есть автодорога в Козлово, там проходит автотрасса Боровичи — Любытино — Спасская Полисть. Ближайшая железнодорожная станция в находится в Боровичах.